# 2015 GP50
2015 GP50 est un objet transneptunien en résonance 2:5 avec Neptune..

## Caractéristiques
2015 GP50 mesure environ 227 km de diamètre.